# Antiblemma distracta
Antiblemma distracta là một loài bướm đêm trong họ Erebidae.